# Броштень (Вилча)
Броштень, Броштені (рум. Broșteni) — село у повіті Вилча в Румунії. Входить до складу комуни Лепушата.
Село розташоване на відстані 174 км на захід від Бухареста, 34 км на південний захід від Римніку-Вилчі, 70 км на північ від Крайови, 148 км на південний захід від Брашова.

## Населення
За даними перепису населення 2002 року у селі проживали 496 осіб, усі — румуни. Усі жителі села рідною мовою назвали румунську.